# Babuyan Claro
Babuyan Claro, també conegut com a Mont Pangasun, és un estratovolcà actiu de l'illa Babuyan, la més septentrional del grup d'illes Babuyan a l'estret de Luzón, al nord de l'illa principal de Luzón, a les Filipines. La darrera erupció confirmada va tenir lloc el 1860. El seu cim s'eleva fins als 843 msnm, amb un diàmetre de base d'uns 8 quilòmetres. Té quatre edificis volcànics morfològicament joves: el mont Cayonan al sud, el mont Naydi i el mont Dionisio al sud-est. El Babuyan Claro té dos cràters molt ben conservats de 300 i 400 metres de diàmetre.
Les fonts termals d'Askedna es troben al vessant sud del volcà, amb temperatures d'entre 44,6 i 50,2°C. L'aigua és lleugerament àcida i el contingut de sílice és relativament elevat ja que la font brolla directament dels dipòsits de colades de lava.